# Ode to Joy
Pour plus de détails, voir Fiche technique et Distribution.
Ode to Joy est un film américain, sorti en 2019.

## Synopsis
Charlie est dans l'incapacité à faire face à des émotions fortes sous peine de s'évanouir. L'arrivée de Francesca met à rude épreuve Charlie et son trouble.

## Fiche technique
- Titre : Ode to Joy
- Réalisation : Jason Winer
- Scénario : Max Werner et Chris Higgins
- Pays d'origine : États-Unis
- Genre : comédie romantique
- Date de sortie : 2019

## Distribution
- Martin Freeman : Charlie
- Morena Baccarin (VF : Laurence Bréheret) : Francesca
- Jake Lacy : Cooper
- Melissa Rauch : Bethany
- Shannon Woodward : Liza
- Hayes MacArthur : Jordan
- Adam Shapiro : Marvin
- Jackie Seiden : Jan
- Jane Curtin : Sylvia
- Adam LeFevre : Père Dave